# هاریما نو تسوبونه
هاریما نو تسوبونه (به ژاپنی: 播磨局 Harima no Tsubone)؛ یک زن جنگجو اونا بوگیشا و رهبر خاندان آماکوسا در نیمه دوره کاماکورا (۱۱۸۵–۱۳۳۳) بود.